# Lukáš Oravec
Lukáš Oravec (* 21. října 1988, Žilina) je slovenský trumpetista, pedagog, skladatel a jazzový producent. Od roku 2012 působí na evropské scéně se svým projektem Lukáš Oravec Quartet, se kterým má za sebou nejvyšší ocenění v soutěži Nové tváre slovenského jazzu a držitelem pěti cen (Esprit Award a Radio_Head Award za nejlepší slovenský jazzový album roku. Je lídrem mezinárodního Jazzového Big Bandu Lukáš Oravec Orchestra a členem Českého Rozhlasového Big Bandu Gustava Broma a CZ/SK Big Bandu Matúše Jakabčice.

## Diskografie

### Leader
- 2013 - Introducing - Lukáš Oravec Quartet feat. Radovan Tariška (CD, Hudobný fond)
- 2015 - Piotrology - Lukáš Oravec Quartet feat. Vincent Herring & Kalman Olah (CD, Lukáš Oravec)
- 2015 - Kulosaari - Kaunis Five (CD, Hudobný fond)
- 2016 - Ali - Lukáš Oravec Quartet feat. Bob Mintzer (CD)
- 2020 - Light of Blue - Lukáš Oravec Orchestra (CD, Lukáš Oravec)
- 2021 - Movin' Spirit - Lukáš Oravec Quartet feat. Seamus Blake and Danny Grissett (CD, Lukáš Oravec)
- 2022 - Lukáš Oravec Quartet with Moravian Philharmonic feat. Andy Middleton and Danny Grissett (CD, Lukáš Oravec)
- 2023 - The Sun - Lukáš Oravec Orchestra feat. Sammy Figueroa (CD, Lukáš Oravec)

### Sideman
- 2011 - Balkansambel (CD)
- 2014 - Tales from My Diary - Nikolaj Nikitin Ensemble feat Miroslav Vitous
- 2014 - Live Brno - Gustav Brom Czech Radio Big Band
- 2014 - White Dream - Ľuboš Šrámek E.E.A. feat Peter Erskine
- 2014 - Gustav Brom Czech Radio Big Band & Blue Effect
- 2015 - Dream Rhapsody - Sisa Michalidesová feat Benito Gonzalez
- 2016 - Correspondance – Gustav Brom Czech Radio Big Band
- 2017 - Hangin' - Ludo Kotlár Trio feat Wayne Escoffery & Lukáš Oravec
- 2018 - Special of the day - First Course - Melanie Scholtz
- 2019 - From My Colours - Milo Suchomel Orchestra
- 2020 - Best of Swing & Pop - Gustav Brom Czech Radio Big Band
- 2022 - Room#555 - Matúš Jakabčic CZ/SK Big Band

## Ocenení
| rok  | cena |
| ---- | --- |
| 2005 | 1. místo v I. kategorii a absolutní vítěz souťeže konzervatoří Slovenska                                                       |
| 2007 | 1. místo v II. kategorii souťeže konzervatoří Slovenska                                                                        |
| 2012 | Cena za "presvedčivý interpretačný výkon", Nové tváre slovenského jazzu                                                        |
| 2012 | Nejvyšší cena pro Lukáš Oravec Quartet, Nové tváre slovenského jazzu                                                           |
| 2014 | ESPRIT 2013 za nejlepší jazzový album roku - Introducing Lukáš Oravec Quartet                                                  |
| 2017 | ESPRIT 2016 za nejlepší jazzový album roku - Ali Lukáš Oravec Quartet feat Bob Mintzer                                         |
| 2021 | RADIO_HEAD AWARD 2020 za nejlepší jazzový album roku - Light Of Blue Lukáš Oravec Orchestra                                    |
| 2022 | RADIO_HEAD AWARD 2021 za nejlepší jazzový album roku - Movin' Spirit Lukáš Oravec Quartet feat Seamus Blake and Danny Grissett |
| 2022 | ESPRIT 2011 za nejlepší jazzový album roku - Movin' Spirit Lukáš Oravec Quartet feat Seamus Blake and Danny Grissett           |